# Fernand Geyselings
Fernand Geyselings (Kessel, 5 maart 1929 - Lier, 4 september 2008) was een Belgisch milieuactivist en politicus voor Agalev.  

## Levensloop
Geyselings was werkzaam bij de NMBS, waar hij zijn volledige carrière werkzaam was. Ook was hij de uitgever van het tijdschrift Het Groene Licht.
In 1981 was hij, samen met Ludo Dierickx, de eerste groene volksvertegenwoordiger in Vlaanderen. Van 1981 tot 1985 zetelde hij namelijk voor het arrondissement Mechelen in de Kamer van volksvertegenwoordigers. Tijdens zijn politieke carrière spitste hij zich toe op gezonde voeding en leefmilieu. In de periode december 1981-oktober 1985 had hij als gevolg van het toen bestaande dubbelmandaat ook zitting in de Vlaamse Raad. 
Hij keerde Agalev de rug toe toen bleek dat het programma de groen-linkse kant uit ging. Hij had het moeilijk met de standpunten van de partij rond het drugbeleid, homohuwelijk en de kerncentrale van Doel. In 1987 trad hij vervolgens toe tot de Volksunie. Voor deze partij was hij kandidaat bij de verkiezingen van dat jaar, maar hij werd niet verkozen. 
Na zijn pensionering legde hij in Kessel (Torenvenstraat-Vredestraat) een tuin aan van een hectare groot, met een paar honderdduizend voorjaarsbollen: narcissen, tulpen en hyacinten.  Deze tuin stond bekend onder de naam Vredehof. De tuin was van einde maart tot begin mei gratis toegankelijk voor het publiek, voor het laatst in 2008. Daarnaast lag hij mee aan de basis van het behoud van de Kesselse Heide.
Hij was getrouwd en had vier kinderen. Op 4 september 2008 stierf hij na een slepende ziekte op 79-jarige leeftijd. Het Vredehof zou normaal overgenomen zijn door de gemeente Nijlen, maar deze kwam daar later op terug, waardoor de tuin verkommerde.